# هانه‌کو تاکایاما
هانه‌کو تاکایاما (انگلیسی: Haneko Takayama؛ زادهٔ ۱۹۷۵ (۴۹–۵۰ سال)) نویسنده اهل ژاپن است.
همچنین برندهٔ جوایزی همچون جایزه آکوتاگاوا شده‌است.